# سكوت آشر
سكوت آشر (بالإنجليزية: Scott Usher)‏ (مواليد 27 أبريل 1983) هو سبّاح من الولايات المتحدة، مثّل بلاده في الألعاب الأولمبية الصيفية 2004.

## روابط خارجية
سكوت آشر على موقع الاتحاد الدولي للسباحة (الإنجليزية)
- سكوت آشر على موقع اللجنة الأولمبية الدولية (الإنجليزية)
- سكوت آشر على موقع أوليمبيديا (الإنجليزية)